# Liste der Handwaffen der ukrainischen Streitkräfte
Eine Liste der Handwaffen, welche bei den ukrainischen Streitkräften seit der Unabhängigkeit des Landes eingesetzt werden. Waffen anderer kämpfenden Einheiten, welche nicht Teil des Militärs sind, sind hier nicht aufgeführt.

## Gewehre
| Bezeichnung   | Bild | Einführung im Jahr | Außerdienst- stellung | Kaliber           | Verwendung                               |
| ------------- | ---- | ------------------ | --------------------- | ----------------- | ---------------------------------------- |
| AKM           |      |                    | in Verwendung         | 7,62 × 39 mm      |                                          |
| AK-74         |      |                    | in Verwendung         | 5,45 × 39 mm      |                                          |
| Fort-221      |      | 2014               | in Verwendung         | 5,45 × 39 mm      | Verwendung in Spezialeinheiten           |
| Fort-224      |      | 2014               | in Verwendung         | 5,45 × 39 mm      | Verwendung in Spezialeinheiten           |
| WAC-47        |      | 2018               | in Verwendung         | 7,62 × 39 mm      |                                          |
| HK416         |      |                    | in Verwendung         | 5,56 × 45 mm NATO | Durch Deutschland zur Verfügung gestellt |
| Haenel MK 556 |      |                    | in Verwendung         | 5,56 × 45 mm NATO | Durch Deutschland zur Verfügung gestellt |
| Haenel CR308  |      |                    | in Verwendung         | 7,62 × 51 mm NATO | Durch Deutschland zur Verfügung gestellt |

## Pistolen
| Bezeichnung | Bild | Einführung im Jahr | Außerdienst- stellung | Kaliber   | Verwendung                               |
| ----------- | ---- | ------------------ | --------------------- | --------- | ---------------------------------------- |
| Makarow PM  |      |                    | in Verwendung         | 9 × 18 mm |                                          |
| Fort-14TP   |      |                    | in Verwendung         | 9 × 18 mm |                                          |
| Glock 17    |      |                    | in Verwendung         | 9 × 19 mm |                                          |
| HK SFP9     |      |                    | in Verwendung         | 9 × 19 mm | Durch Deutschland zur Verfügung gestellt |

## Scharfschützengewehre
| Bezeichnung           | Bild | Einführung im Jahr | Außerdienst- stellung | Kaliber        | Verwendung                     |
| --------------------- | ---- | ------------------ | --------------------- | -------------- | ------------------------------ |
| SWD                   |      |                    | in Verwendung         | 7,62 × 54 mm R |                                |
| Zbroyar Z-008         |      |                    | in Verwendung         | 7,62×51mm NATO |                                |
| XADO Snipex Alligator |      | 2021               | in Verwendung         | 14,5 × 114 mm  |                                |
| Fort-301              |      |                    | in Verwendung         | 7,62×51mm NATO | Verwendung in Spezialeinheiten |
| Barrett M107A1        |      |                    | in Verwendung         |                |                                |
| Zbroyar Z‑10          |      |                    | in Verwendung         |                |                                |

## Maschinengewehre
| Bezeichnung     | Bild | Einführung im Jahr                    | Außerdienst- stellung | Kaliber           | Verwendung                               |
| --------------- | ---- | ------------------------------------- | --------------------- | ----------------- | ---------------------------------------- |
| RPK             |      | 1991 (aus der Sowjetarmee übernommen) | in Verwendung         | 7,62 × 39 mm      |                                          |
| RPK-74          |      |                                       | in Verwendung         | 5,45 × 39 mm      |                                          |
| PK              |      | 1991 (aus der Sowjetarmee übernommen) | in Verwendung         | 7,62 × 54 mm R    |                                          |
| Fort-101        |      |                                       | in Verwendung         | 5,56 × 45 mm NATO |                                          |
| Rheinmetall MG3 |      |                                       | in Verwendung         | 7,62 × 51 mm NATO | Durch Deutschland zur Verfügung gestellt |
| HK MG4          |      |                                       | in Verwendung         | 5,56 × 45 mm NATO | Durch Deutschland zur Verfügung gestellt |
| HK MG5          |      |                                       | in Verwendung         | 7,62 × 51 mm NATO | Durch Deutschland zur Verfügung gestellt |

## Panzerabwehr
| Bezeichnung | Bild | Einführung im Jahr                    | Außerdienst- stellung | Kaliber | Verwendung |
| ----------- | ---- | ------------------------------------- | --------------------- | ------- | ---------- |
| RPG-7B      |      | 1991 (aus der Sowjetarmee übernommen) | in Verwendung         | 40 mm   |            |
| RPG-18      |      | 1991 (aus der Sowjetarmee übernommen) | in Verwendung         | 64 mm   |            |
| PSRL-1      |      |                                       | in Verwendung         | 64 mm   |            |

## Handgranaten
| Bezeichnung | Bild | Einführung im Jahr                    | Außerdienst- stellung | Kaliber | Verwendung                               |
| ----------- | ---- | ------------------------------------- | --------------------- | ------- | ---------------------------------------- |
| RGD-5       |      | 1991 (aus der Sowjetarmee übernommen) | in Verwendung         |         |                                          |
| F-1         |      | 1991 (aus der Sowjetarmee übernommen) | in Verwendung         |         |                                          |
| RGN         |      | 1991 (aus der Sowjetarmee übernommen) | in Verwendung         |         |                                          |
| RGO         |      | 1991 (aus der Sowjetarmee übernommen) | in Verwendung         |         |                                          |
| DM51        |      | 2022                                  | in Verwendung         |         | Durch Deutschland zur Verfügung gestellt |